# Petèquia
Les petèquies (del grec πιττάκια, "emplastre"), són petits punts de sang cutanis. Inicialment són de color vermell, violaci o tirant a negre però poden canviar a verd, groc i marró a conseqüència dels canvis químics que pateix la sang.

## Causes
La seva presència es deu a una fragilitat anormal dels capil·lars de la pell. Cada cop que aquests vasos es trenquen es perd una petita quantitat de sang i això és el que queda com a punts en la pell. Hi influeixen diferents causes:
- Externes: 
  - D'influència parasitària
  - Mecàniques

- Internes:
  - Infeccions o malalties víriques
  - Afeccions nervioses
  - Carències vitamíniques
  - Intoxicacions
  - Al·lèrgies
  - Tractaments mèdics
  - Envelliment

Normalment desapareixen quan la causa de la seva aparició és tractada adequadament.